# رأس فرع العملاق الأحمر

النجوم الشبيهة بالشمس لها قلب متحلل على فرع العمالقة الحمر حيث يصعد إلى الحافة (الرأس) قبل بدء اندماج الهيليوم الأساسي مع اشعاع وميض شديد.

رأس فرع العملاق الأحمر (TRGB) هو مؤشر المسافة الأساسي المستخدم في علم الفلك. يستخدم هذا المؤشر ضياء أكثر نجوم فرع العملاق الأحمر سطوعًا في المجرة لقياس المسافة إلى تلك المجرة. ولقد تم استخدامه جنبًا إلى جانب مع عمليات الرصد في مرصد هابل الفضائي لتقدير الحركات النسبية لمجرات المجموعة المحلية داخل العنقود المجري المحلي الهائل.

## الطريقة
إن رسم هرتزشبرونغ-راسل هو رسم بياني يرصد الضياء النجمي مقابل درجة حرارة السطح لمجموعة من النجوم. في أثناء مرحلة احتراق الهيدروجين في قلب النجم من عمر النجوم الشبيهة بالشمس، يظهر النجم على مخطط هرتزشبرونج-راسل على هيئة نقطة على منحنى مائل يُسمى النسق الأساسي. وبمجرد نفاذ الهيدروجين في القلب، يستمر إنتاج الطاقة من خلال اندماج الهيدروجين في غلاف حول القلب. وتتراكم «ذرات» الهيليوم الناتجة عن هذا الاندماج في قلب النجم وسينتقل النجم عبر المسار التطوري لمخطط هرتزشبرونج-راسل يقوده نحو الجزء الأيمن العلوي. وبهذا تنخفض درجة حرارة السطح بينما يزيد الضياء العام للنجم.

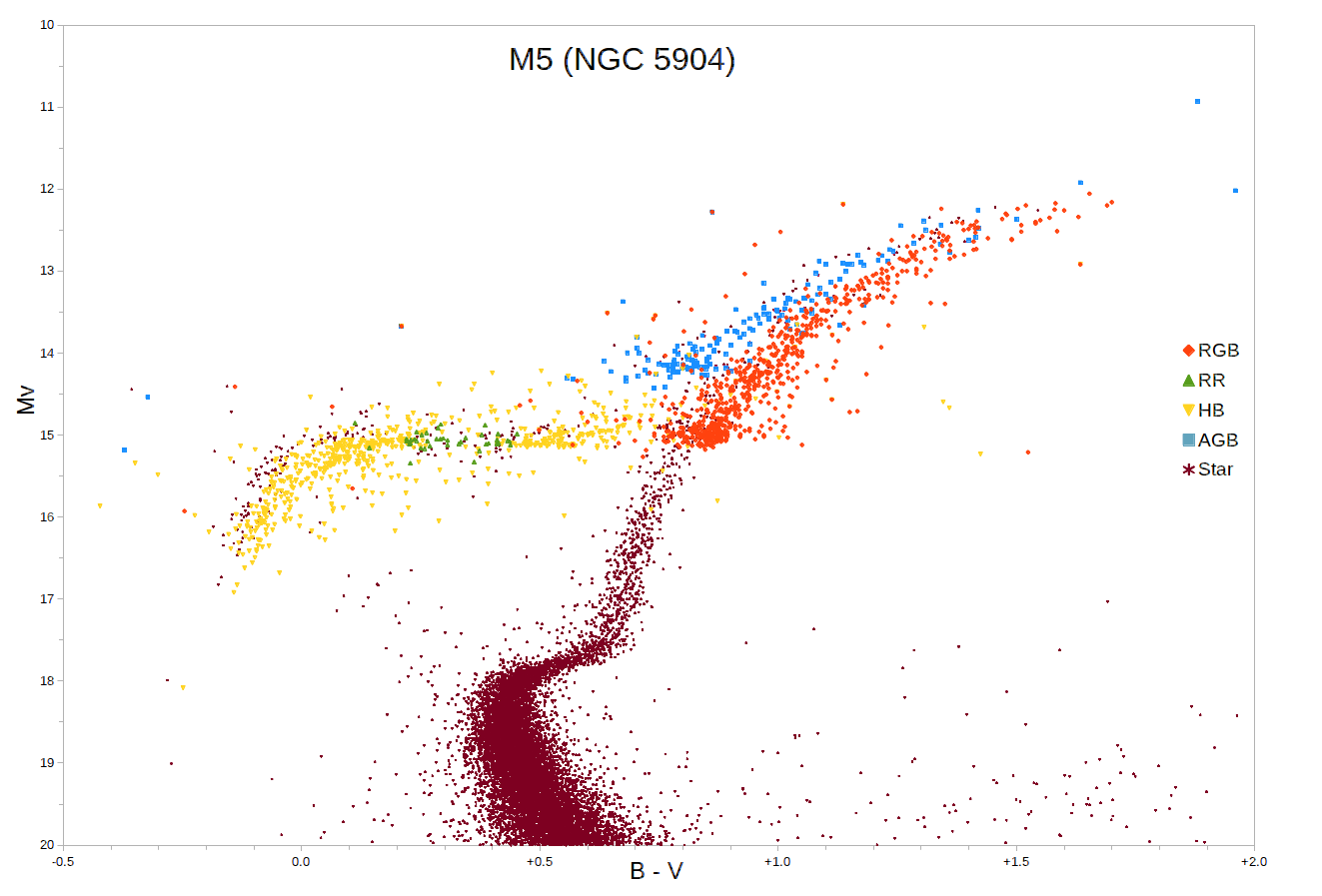
رسم هرتزشبرونغ-راسل لـ عنقود مغلق مسييه 5. يمتد فرع العملاق الأحمر من الفرع الأفقي الرقيق إلى أعلى اليمين ، مع تمييز عدد من نجوم RGB الأكثر لمعانًا باللون الأحمر.

عند نقطة معينة يصل الهيليوم في قلب النجم إلى ضغط ودرجة حرارة يبدأ عندهما الدخول في مرحلة الاندماج النووي عبر تخليق العناصر. فبالنسبة لنجم تقل كتلته بمقدار 1.8 مرة عن كتلة الشمس، سيحدث هذا من خلال عملية تُسمى وميض الهيليوم. ثم ينتقل مسار تطور النجم نحو الجزء الأيسر من مخطط هرتزشبرونج-راسل حيث تبدأ درجة حرارة السطح في الارتفاع نتيجة التوازن الجديد. وينتج عن ذلك حدوث انقطاع حاد في مسار تطور النجم على مخطط هرتزشبرونج-راسل. ويطلق على هذا الانقطاع رأس فرع العملاق الأحمر.
عند قياس النجوم البعيدة في رأس فرع العملاق الأحمر حسب نطاق التررد I-band، فإن حجم تلك النجوم لا يتأثر بالعناصر المكونة لها والأثقل من (معدنية الهيليوم ولا بالكتلة. وهذا ما يشكل التقنية التي تفيد كمؤشر مسافة. يستخدم مؤشر TRGB النجوم في التصنيفات النجمية القديمة (التصنيف II (Population II))

## وصلات خارجية
- "Tip of the Red Giant Branch as a Distance Indicator". Shoko Sakai, Research Astronomer, Division of Astronomy and Astrophysics, University of California, Los Angeles. مؤرشف من الأصل في 2018-10-22. اطلع عليه بتاريخ 2005-02-14.
- "NASA Hubble Space Telescope Daily Report # 3431". SpaceRef. مؤرشف من الأصل في 2023-02-20. اطلع عليه بتاريخ 2005-02-14.